# Grupul Energetic Tender
Grupul Energetic Tender (GET) este o companie din România, deținută de omul de afaceri Ovidiu Tender.
Grupul Energetic Tender este parte a grupului Tender SA, și deține companiile Vulcan București, FECNE, Nuclearmontaj și Upruc CTR.
Tender SA desfășoară activități în domenii precum: energetic, servicii în industria petrolului și gazelor, prospecțiuni geologice, infrastructură rutieră, imobiliare, agricultură, turism și aviație.
Număr de angajați:
- 2009: 2.300[2]
- 2003: 4.950[3]

## Istoric
În iulie 2003, compania a achiziționat pachetul de 63% din acțiunile Upruc CTR Făgăraș și 52% din acțiunile UTON Onești de la Autoritatea pentru Privatizare (APAPS).
La acel moment, din grup mai făceau parte Fabrica de Echipamente pentru Centrale Nuclearo-Electrice (FECNE), Nuclearmontaj și Vulcan București.
În noiembrie 2009, a achiziționat pachetul majoritar al Eurostrade, companie cu activități în construcția și reparația de drumuri.